# Žádné neviňátko
Žádné neviňátko (v originále Pas très catholique) je francouzský hraný film z roku 1994, který režírovala Tonie Marshall podle vlastního scénáře. Snímek měl světovou premiéru na mezinárodním filmovém festivalu v Berlíně v únoru 1994.

## Děj
Maxime se před více než dvaceti lety odtrhla od své rodiny a živí se jako soukromý detektiv. Triviální drogový případ na střední škole ji náhle konfrontuje s její minulostí. Brzy zjistí, co se stalo se synem, kterého kdysi přivedla na svět, zatímco paralelní vyšetřování obchodu s nemovitostmi ji vede k hromadění důkazů proti jejímu bývalému manželovi, velmi bohatému podnikateli.

## Obsazení
| Anémone           | Maxime Chabrier          |
| Michel Roux       | André Dutemps            |
| Denis Podalydès   | Martin                   |
| Christine Boisson | Florence                 |
| Michel Didym      | Jacques Devinais         |
| Grégoire Colin    | Baptiste Vaxelaire       |
| Bernard Verley    | Noël Vaxelaire           |
| Micheline Presle  | Michèle Loussine         |
| Roland Bertin     | Paul                     |
| Nathalie Krebs    | Maryse, sekretářka       |
| Josiane Stoléru   | Gauthier                 |
| Thierry Gimenez   | advokát                  |
| Bernard Ballet    | muž mající strach ze psů |

## Ocenění
- César: nominace v kategorii nejlepší herečka (Anémone)